# Jean-Claude Touche

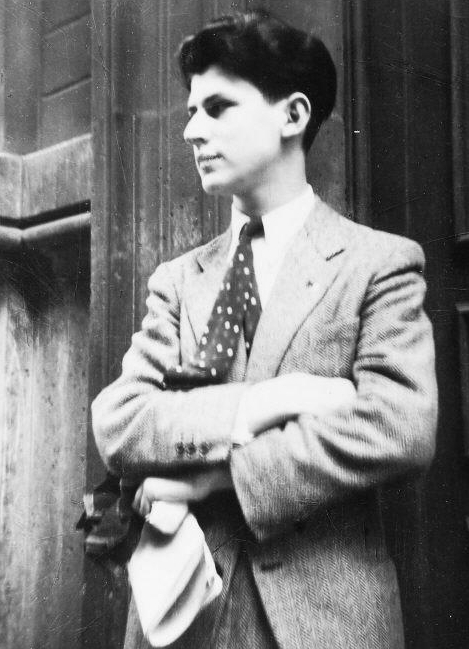
Jean-Claude Touche

Jean-Claude Touche (* 7. August 1926 in Paris; † 29. August 1944 ebenda) war ein französischer Organist und Komponist.

## Leben
Jean-Claude Touche, Sohn des Violinisten und Professors am Pariser Konservatorium, Firmin Touche, hatte bereits als Kind Unterricht bei Organisten wie Georges Quettier, André Fleury und Marcel Lanquetuit. Am Konservatorium studierte er Harmonielehre bei Maurice Duruflé und besuchte die Orgelklasse von Marcel Dupré, die er 1944 mit einem Ersten Preis abschloss.
Zu Beginn des Krieges war er Stellvertreter von Henri Milan und später von Jean Fellot an der Chororgel von St-Augustin, dann Assistent der Organistin Clotilde Formysin-Rigaux an St-Louis-d’Antin.
1943 legte er eine Helferprüfung ab und meldete sich zum Dienst im Französischen Roten Kreuz. Bei den Kämpfen um Paris erlitt er am 25. August 1944 eine Verwundung, der er vier Tage später, am 29. August, erlag. Zu seiner Beerdigung am 1. September 1944 spielte sein Lehrer Marcel Dupré die Orgel der Kirche Saint-Augustin.
Von Touche sind zwei Orgelwerke überliefert: Thème et variations sur Veni creator und eine Pastorale.